# Ранучо Фарнезе (кардинал)
Вижте пояснителната страница за други личности с името Ранучо Фарнезе.
Ранучо Фарнезе (на италиански: Ranuccio Farnese; * 11 август 1530, замък на Валентано, Херцогство Парма и Пиаченца; † 29 октомври 1565, Парма, пак там) е италиански кардинал. Познат е с името „Кардиналчето на Сант Анджело“ (на итал. "Cardinalino di Sant'Angelo"). Известен е като голям меценат и човек с голяма почтеност. Кардинал Карло Боромео го възхвалява заради неговата мъдрост и милосърдие.

## Произход
Ранучо е роден в семейството на Пиер Луиджи Фарнезе Млади (* 1503; † 1547), първи херцог на Кастро и първи херцог на Парма и Пиаченца, и на съпругата му Джеролама Орсини (* ок. 1503; † 1570). Негови дядо и баба по бащина линия са Алесандро фарнезе (папа Павел III) и Силвия Руфини, а по майчина – кондотиерът Луиджи Орсини, граф на Питиляно, и Джулия Конти. Има трима братя и една сестра:
- Алесандро Млади (* 1520; † 1589), „великия кардинал“, епископ на Парма и кардинал декан;
- Витория (* 1521; † 1602), херцогиня на Урбино като съпруга на Гуидобалдо II дела Ровере;
- Отавио (* 1524; † 1586), херцог на Парма и Пиаченца, херцог на Кастро, съпруг на Маргарита Австрийска;
- Орацио (* 1531; † 1553), херцог на Кастро от 1545, съпруг на Диана Френска, извънбрачна дъщеря на краля на Франция Анри II.

## Биография
След като Алесандро Фарнезе става папа с името Павел III през 1534 г., е решено младият Ранучо да подеме църковна кариера. След кратък престой в колежа, Анкарано“ в Болоня, през 1540 г. той е назначен за титулярен приор на Венецианския приорат на Ордена на Св. Йоан от Йерусалим (Малтийските рицари) и е изпратен да завърши обучението си в Падуа, придружен от прецептора Джанфранческо Леони. По повод тази инвеститура той приема емблемата на Фарнезе като свой герб: шест сини лилии върху златно поле, с добавка на сребърен кръст върху червено поле.

На 13 август 1544 г., възползвайки се от смъртта на Франческо Карафа, архиепископ на Неапол, Павел III предоставя мястото на своя внук, който трябва публично да демонстрира знанията си. По време на престоя на папата във Витербо 14-годишният архиепископ изнася лекция по гръцка и латинска литература и диалектика, която се харесва на всички присъстващи. В консисторията от 16 декември 1545 г. той е направен кардинал заедно с Енрике, бъдещ крал на Португалия, Жорж II д'Амбоаз и Педро Пачеко Ладрон де Гевара, и до назначаването на кардинал Джулио Дела Ровере е най-младият италиански кардинал. На 5 май 1546 г. приема титлата на Санта Лучия ин Силиче (дяконство). Като кардиналски герб потвърждава приетия преди това, но украсен с кръста на дякона и увенчан от църковна шапка с три реда пискюли. 
По време на конфликта между папа Юлий III и Отавио Фарнезе, херцог на Парма (1550 – 1551), Ранучо остава извън Рим, намирайки убежище при сестра си в Урбино и по-късно във Венеция. Папата му връща титлите му на 4 ноември 1553 г. В първия конклав от 1555 г. Ранучо и неговият братовчед Гуидо Асканио Сфорца ди Санта Фиора са сред поддръжниците на избирането на папа Марцел II. На 7 февруари 1565 г. кардиналът е назначен за титулярен епископ на предградската катедра на Сабина.
35-годишният мъж умира от треска на 29 октомври 1565 г. в Парма. Новината за смъртта му достига Рим на 1 ноември. Временно е погребан в катедралата на Парма, но по негово желание е преместен в семейната гробница на остров Бизентина в езерото Болсена.

## Меценат
Без да парадира с претенциите за покровителство, характерни за брат му, може да се каже, че Ранучо кара художниците от онова време да работят неуморно. Неговите секретари са хора с висока култура: Джовани дела Каза, Анибал Каро и Латино Латини. Кардиналът защитава много учени, включително Карло Сиджонио и Улисе Алдрованди, но най-голямата му интуиция е да избере Фулвио Орсини за библиотекар и да подкрепи математическите изследвания на Федерико Командино. Фулвио е незаконен потомък на фамилията Орсини и благодарение на това си потекло веднага е бил обичан от фамилията Фарнезе. През 1558 г. той постъпва на служба при „Великия кардинал“ Алесандро и малко след това Ранучо го назначава за куратор на библиотеката на Палацо Фарнезе. Благодарение на него библиотеката се обогатява с ръкописи и ценни издания. Благодарение на неговия интерес преддверието на Палацо Фарнезе е украсено от Франческо де Роси, известен като Салвиати, със славата на семейството и на Павел III. Ранучо Фарнезе купува и колекция от медали и археологически находки от разкопките на семейство Орсини.

## Заемани позиции
- Командир на Ордена на Свети Йоан Йерусалимски на Санта Мария дел Темпио в Болоня от 1538 г. до смъртта си;
- Велик приор на Ордена на Свети Йоан Йерусалимски на Сан Джовани дей Форлани във Венеция от 1540 г.;
- Абат комендатор на абатство Розацо от януари 1544 г. до смъртта си;
- Администратор на митрополитския престол на Неапол от 13 август 1544 г. до 22 февруари 1549 г .;
- Кардинал дякон в консисторията от 16 декември 1545 г.;
- Носител на дяконството на Санта Лучия ин Силиче от 5 май 1546 г. до 7 октомври 1546 г.;
- Легат в Анконската марка от 27 август 1546 г. до 2 ноември 1547 г.;
- Носител на дяконството на Сант Анджело ин Форо Писциум от 8 октомври 1546 г. до 6 февруари 1565 г.;
- Администратор на Константинополската латинска патриаршия от 8 октомври 1546 г. до 19 март 1550 г.;
- Главен пенитенциар от 12 февруари 1547 г. до смъртта му;
- Протосвещеник на Патриаршеската латеранска базилика от 25 март 1547 г. до смъртта си;
- Абат комендатор на Фарфа и Сан Салваторе Маджоре от 1547 до 1563 г .;
- Администратор на митрополитското седалище на Равена от 11 октомври 1549 г. до 28 април 1564 г .;
- Прецептор комендатор на Персичето от 1548 до 1562 г .;
- Електор в конклава от 1549 г.;
- Легат във Витербо през 1551 г.;
- Легат a latere в провинция Patrimonium Petri от 18 февруари 1551 г.;
- Електор в двата конклава от 1555 г.;
- Електор в конклава от 1559 г.;
- Губернатор на Монтефиасконе през 1560 г .;
- Администратор на метрополитския престол на Болоня от 28 април 1564 г. до смъртта си;
- Титулярен кардинал епископ на предградската катедра на Сабина от 7 февруари 1565 г.;
- Губернатор на Стронконе през 1565 г.